# Девять миров (Скандинавская мифология)
Согласно Скандинавской мифологии, которая нам известна по сборнику саг «Старшая Эдда» и описание Снорри Стурлусона в «Младшей Эдде», начало жизни было положено в бездне, которую называли «зияющая пустота», и которая существовала до начала начал, имя ей Гиннунгагап.
Сказано, что изначально существовало два мира: мир огня и света — Муспельхейм, и мир холода и мрака — Нифлхейм. Однажды эти миры встретились и от расплавленного льда образовалась вода, которая взрастила семя жизни, скрытое в мерзлоте и мраке. Соответственно и семени, из него произошёл великан Имир, который смог дать жизнь трём богам, их имена: Один, Вили и Ве, которые создали ещё семь миров на мировом древе Иггдрасиль.
Итого получилось девять миров.
Все они распологаются на трёх уровнях:
- верхний уровень, небесные миры:
  - Асгард (др.-сканд. Åsgardr) для богов-асов
  - Ванахейм (др.-сканд. Vanaheimr) для богов-ванов
  - Альвхейм (др.-сканд. Alfheimr) для светлых эльфов
- средний уровень, земные миры:
  - Мидгард (др.-сканд. Midgardr) для людей
  - Ётунхейм (др.-сканд. Jötunheimr) для великанов-ётунов
  - Муспельхейм (др.-сканд. Muspelheimr) для огня и света, изначальный неизменяемый богами
- нижний уровень, подземные миры:
  - Свартальвхейм (др.-сканд. Svartalfheimr) для карликов-цвергов или гномов
  - Хельхейм (др.-сканд. Helheimr) для смерти
  - Нифльхейм (др.-сканд. Niflheimr) для тьмы и холода, изначальный неизменяемый богами

Все девять миров были заселены и обитатели их пересекали границы своих миров и враждовали и жили дальше и размножались, и умирали, чтобы перейти в другой мир.
Все три уровня объединены деревом ясень по имени Иггдрасиль, который также пророс из мира тьмы и холода Нифлхейм и его корни проросли во все три нижних мира. Ствол его и крупные ветви проходят через средние миры, а в верхней кроне расположены три верхних мира.

## Этимология
Древне-скандинавское слово «хейм» др.-сканд. heimr означает «мир» или «родина» или «дом» (в широком смысле этого слова). И оно относится к 7 мирам, два из которых изначальных и пять появившиеся позже.
Древне-скандинавское слово «гард» др.-сканд. gardr означает обжитое место (огороженное, укреплённое, искусственно обустроенное). И оно относится к 2 «мирам», в которых обустроились высшие боги и люди.